# Amami du Nord
Pour les articles homonymes, voir Amami.
La langue amami du Nord est parlée au Japon, au nord de l'île d'Amami-Ōshima. Une langue proche, l'amami du Sud, est parlée au sud de l'île. Elles font partie du groupe des langues ryukyu, apparentées au japonais.